# Elektromethanogenese
Elektromethanogenese is een vorm van elektrochemische omzetting van energie, waarbij methaan (CH4) wordt geproduceerd door middel van directe biologische conversie van elektrische stroom en koolstofdioxide (CO2). De redoxreactie vindt plaats in een microbiële elektrolysecel.